# Paranapiacaba
Paranapiacaba est une ville du Brésil destinée à la culture du café et à l'activité ferroviaire, située à 40 kilomètres au sud-est de São Paulo, en pleine Serra do Mar.

## Histoire
Paranapiacaba veut dire en langue indigène le « lieu d'où l'on peut voir la mer ». La ville a été bâtie dans les années 1860 par des Anglais, sous forme de chalets de bois, lorsque la São Paulo Railway a construit une ligne de chemin de fer reliant São Paulo au port de Santos, pour l'exportation du café. Paranapiacaba est au centre d'un réseau de voies ferrées, dominé par une horloge. C’était la dernière gare en terrain plat, avant que passagers et marchandises ne soient orientés vers un funiculaire qui dévalait la falaise par paliers successifs. 
Construite au cœur de la Serra do Mar, la « cordillère de la mer », Paranapiacaba lui a donné son nom : elle est souvent appelée désormais la « cordillère de Paranapiacaba ».

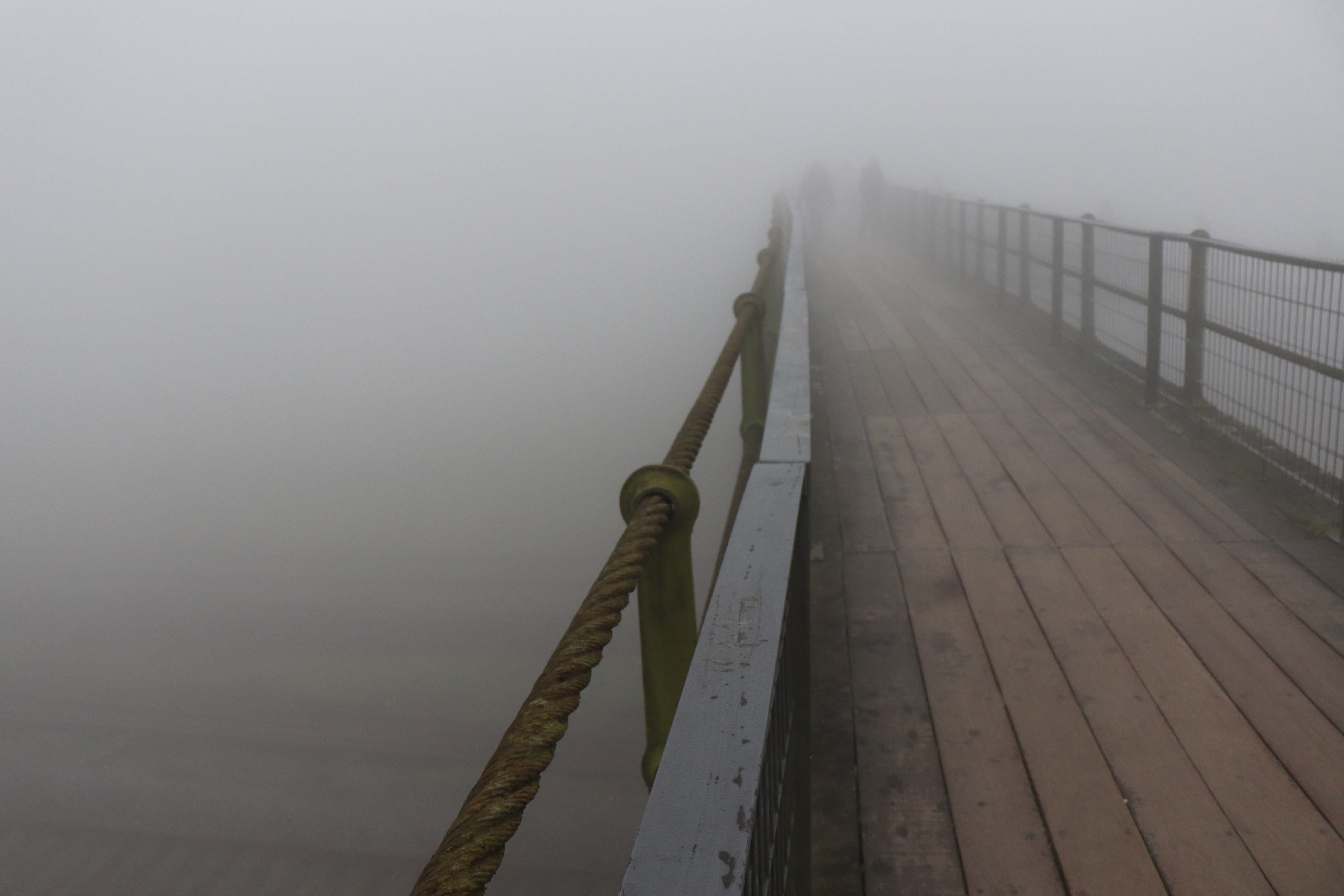
Brouillard sur la passerelle métallique de Paranapiacaba
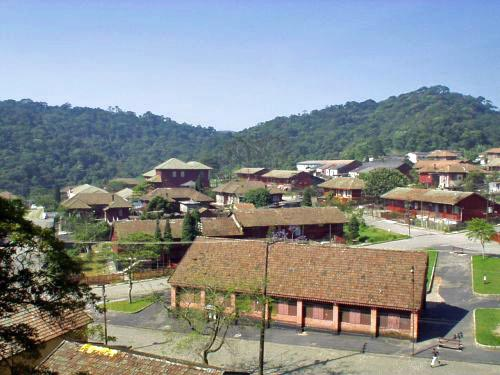
Vue de Paranapiacaba
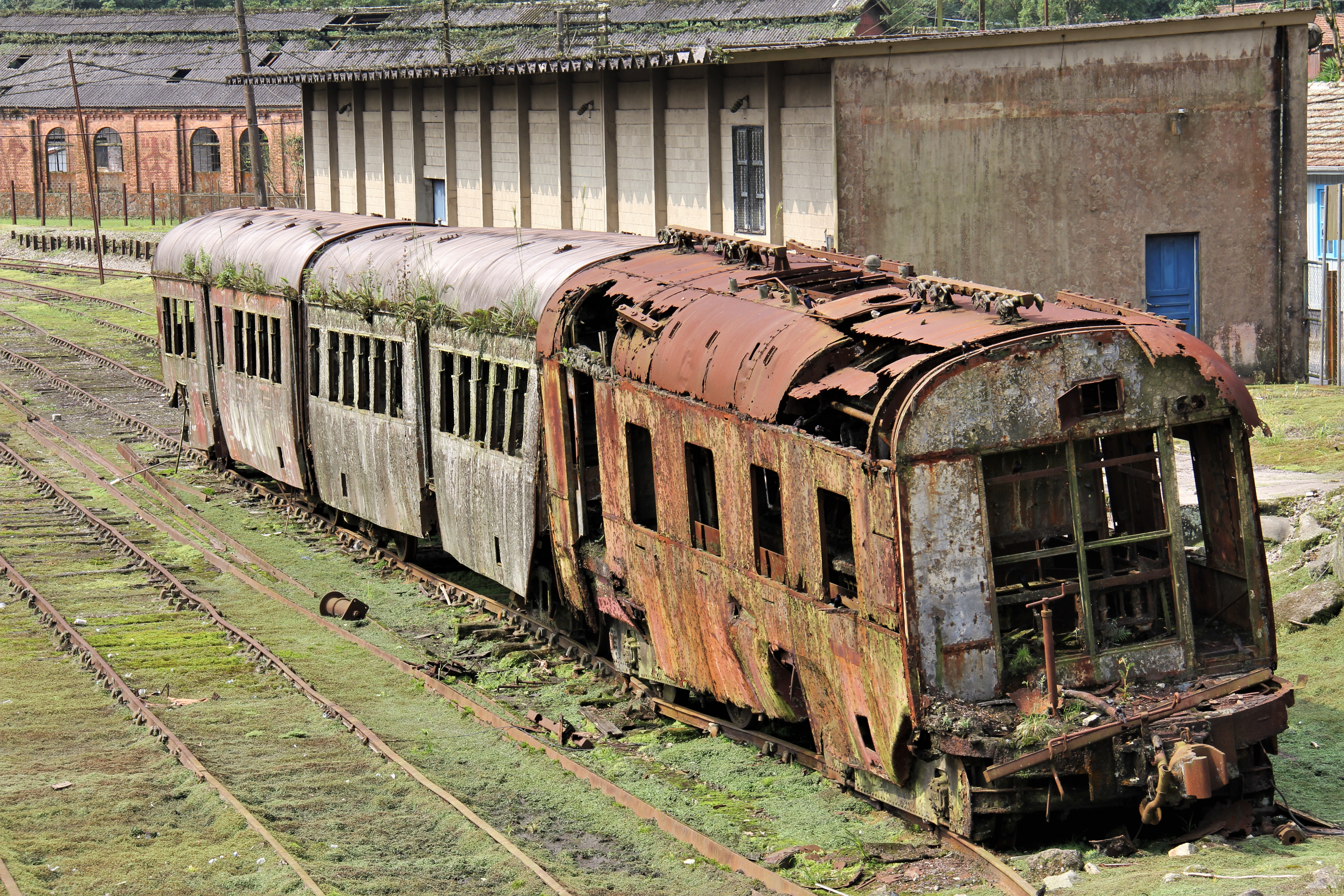
Train abandonné à Paranapiacaba. Décembre 2012.